# Acanthus mollis

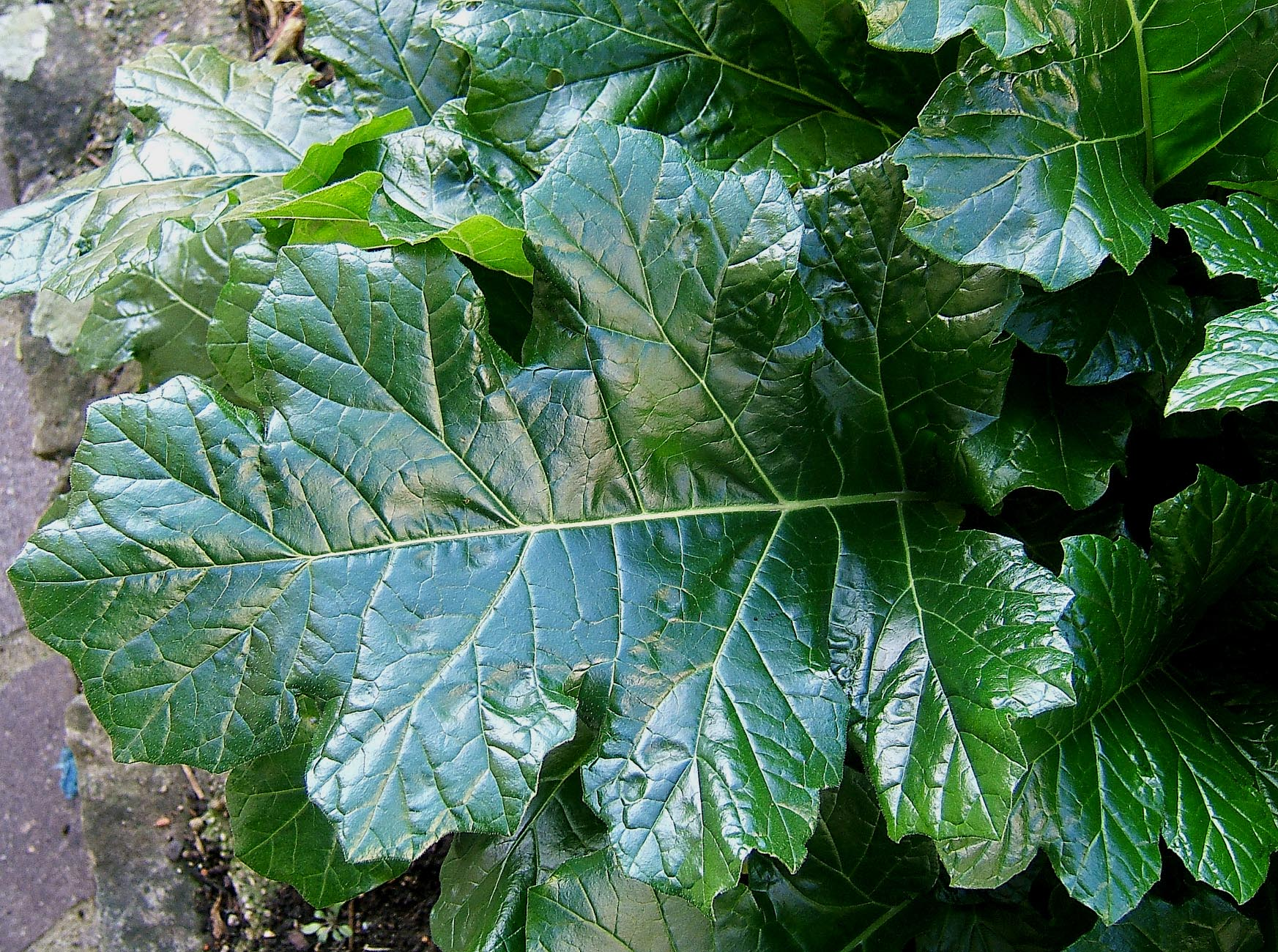
Hoja.

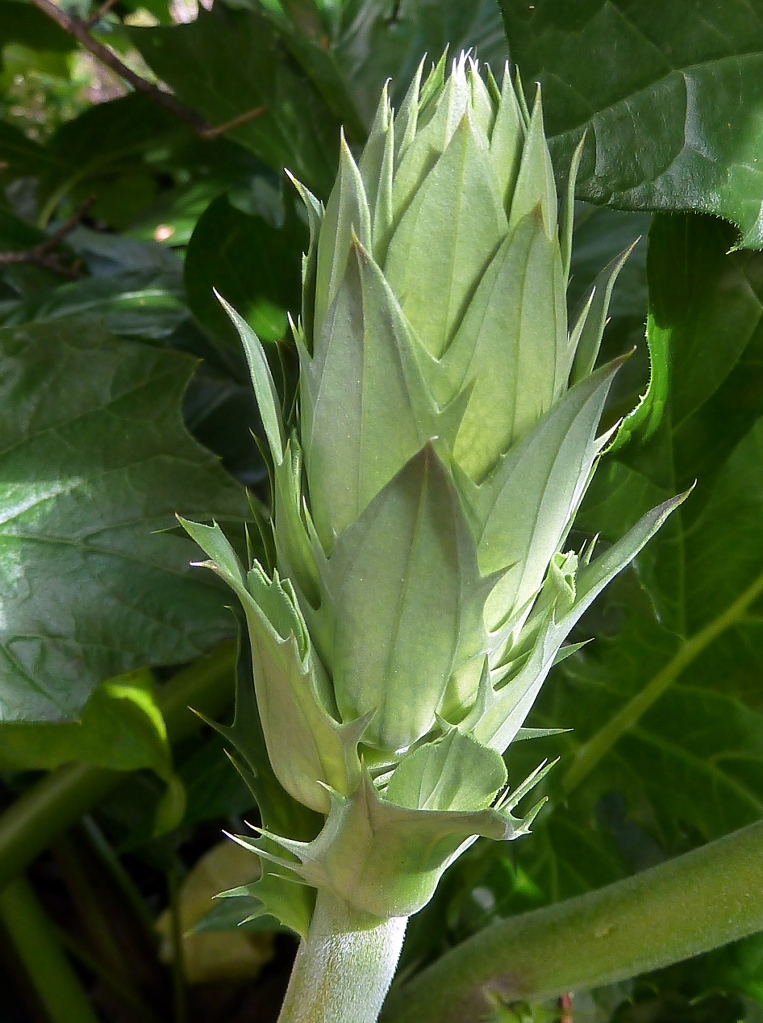
Espiga floral en pre-antesis.

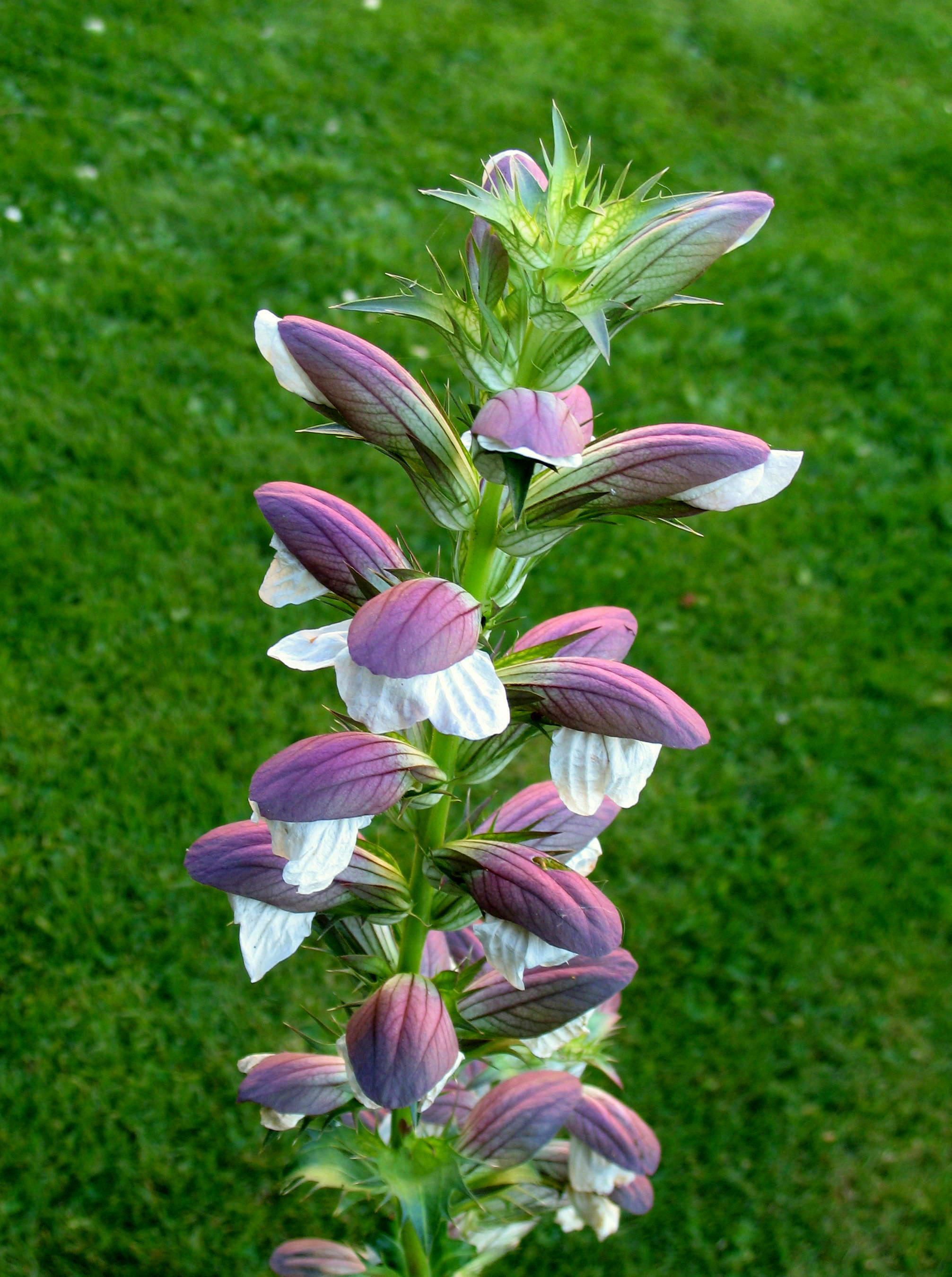
Espiga floral en flor.

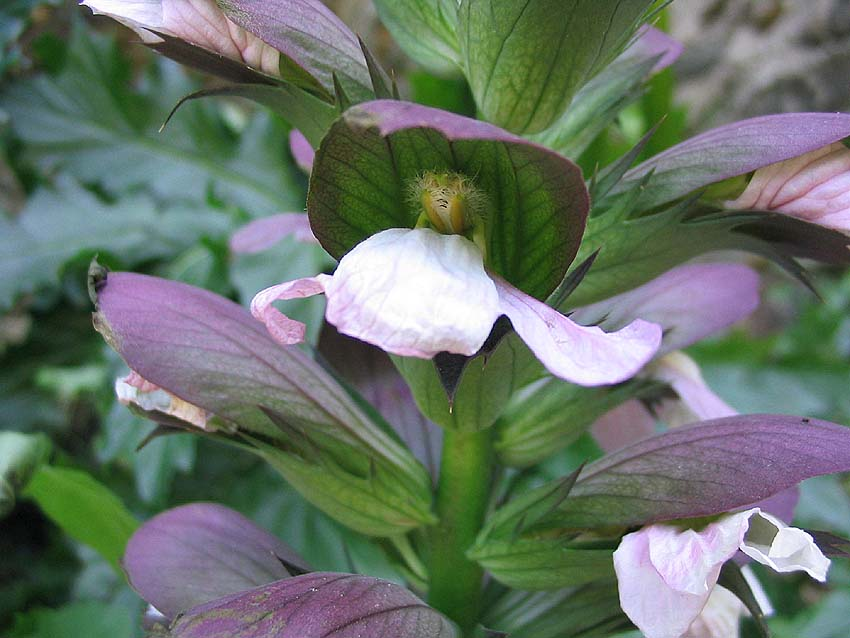
Flor, detalle.

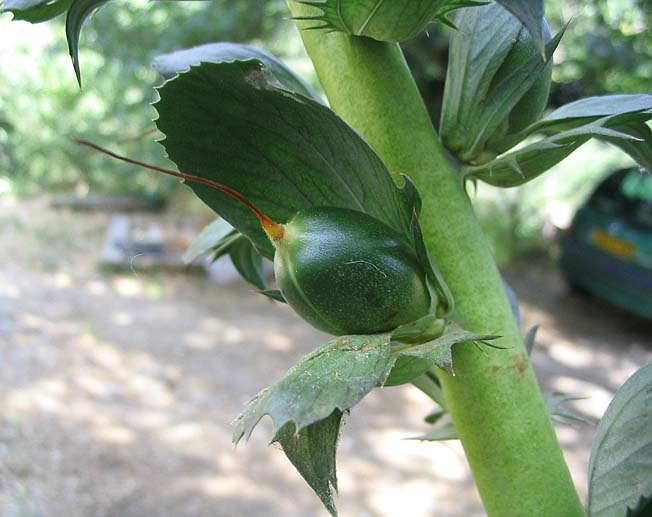
Frutos inmaduros in situ.

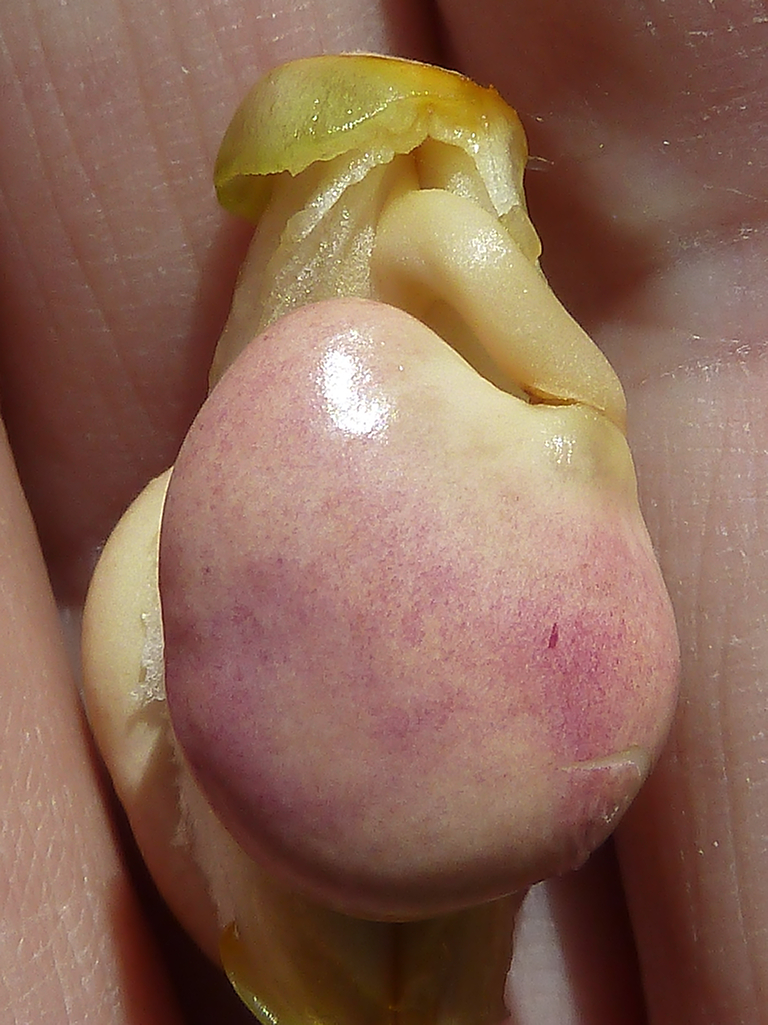
Semilla inmadura in situ en el interior de un fruto abierto.

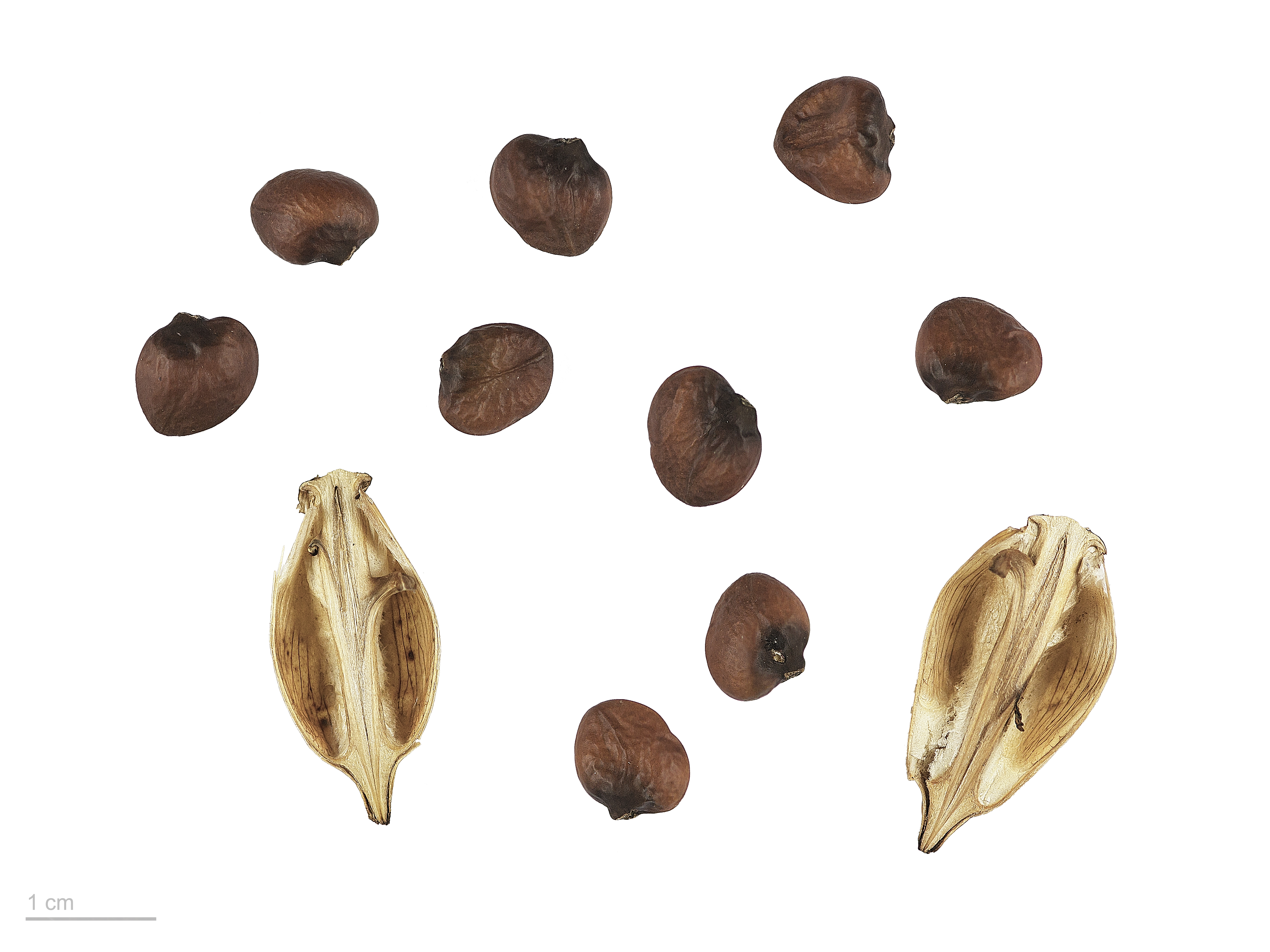
Acanthus mollis

El acanto (Acanthus mollis) es una especie vegetal perteneciente a la familia Acanthaceae.

## Descripción
Hierba perenne de 30-70 cm de altura, más o menos pelosa o glabra, y con un tallo simple, erecto y escaposo. 
Las hojas basales, con un peciolo de 20-60 cm, miden 20-100 por 5-30 cm, y son elípticas u ovadas, pinnatifidas, inciso-dentadas, glabras por su haz y pelosas en los nervios del envés. Las hojas superiores, mucho más pequeñas, sésiles, tienen 1,5-4 por 1-2,5 cm y son ovado-lanceoladas y espinosas en el ápice. 
La inflorescencia, densa, llega a los 2 m de alto. La única bráctea, pubescente, tiene 2,5-4 por 2 cm, es ovado-oblonga, dentada, más o menos espinosa, purpúrea en el ápice, blanquecina en la base, y con 7 nervios; las 2 bractéolas, más pequeñas, son estrechas, lineales-agudas, pubescentes y sub-espinosas. El cáliz, puberulento, lleva 4 sépalos no soldados: los 2 externos de 4-5 cm, ovado-rómbicos y ciliados, y el superior, que cubre en parte el labio de la corola, es de color púrpura y se asemeja -y se confunde a menudo- a un labio superior de flor bi-labiada; los 2 sépalos internos son mucho más pequeños (0,6-0,7 cm). La corola de la flor, con nervación purpúrea, tiene su único labio -inferior- de 3,5-5 cm, trilobulado y pubescente y generalmente de color blanquecino, ocasionalmente con tintes morados o francamente de este último color. El androceo lleva 4 estambres de anteras pelosas en la cara interior, en 2 pares desiguales, y el ovario, ovoide y peloso en el ápice tiene el estilo, de estigmato bífido, persistente en el fruto, más largo que los estambres y es  bilocular con 2 rudimentos seminales de placentación axial en cada lóculo. 
El fruto es una cápsula de dehiscencia loculicida, coriácea, ovoide, de 2-3,5 cm con 2-4 semillas centimétricas algo arriñonadas de color pardo.

## Hábitat
La especie es nativa del centro y este de la región mediterránea, fue adaptada desde la antigüedad en el cultivo de jardines, y es ahora naturalizada y cultivada prácticamente en el mundo entero
Dispersa en las costas de la península ibérica, mucho más escasa en el interior.
Vegeta en ribazos, rocas y lugares frescos y húmedos, donde florece en primavera.

## Usos
Fundamentalmente en jardinería, sus grandes hojas basales, brillantes, lobuladas dan un aspecto señorial junto a su larga espiga floral. En España florece en mayo y en el sur de Hispanoamérica en octubre. En jardinería se usa generalmente la variedad latifolius por ser un poco más resistente y robusta. Es usada como motivo escultórico en capiteles de columnas, como por ejemplo en el orden corintio.

### Medicina popular
Las hojas son utilizadas como estimulantes del apetito y como laxante por vía interna. En forma externa, se aplica en forma de cataplasma como antiinflamatorio para los casos de órganos internos afectados. Sus raíces son mucilaginosas y tienen cierta astringencia, por lo que se ha recomendado para la diarrea y la disentería. El jugo tiene un cierto efecto analgésico, por lo que se ha recomendado como tratamiento sintomático del herpes, las quemaduras y las contusiones en general.
Algunos géneros próximos a Acanthus, como es el caso de Justicia, se utilizan en su área original, Centroamérica, como psicótropos.

## Curiosidades

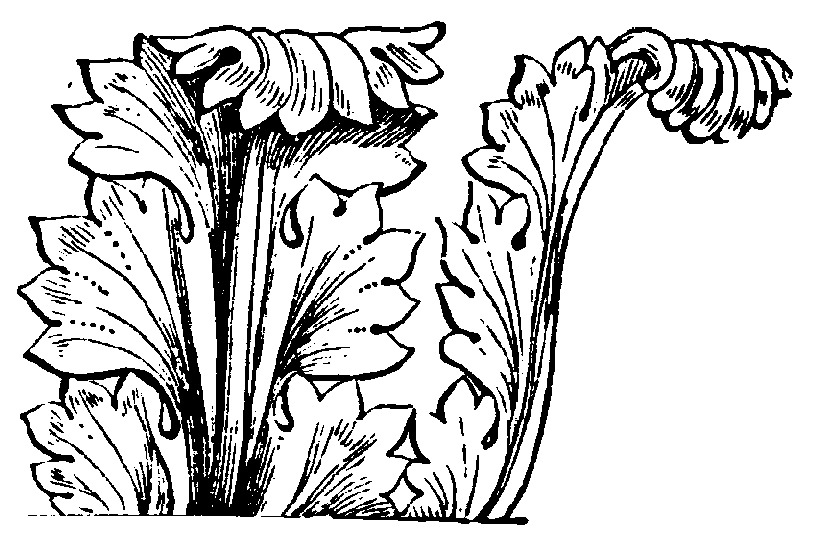
Ornamentación de los capiteles corintios.

Una antigua leyenda cuenta que Calímaco, al ver un ejemplar de esta planta enroscada en una canastilla ofrendada junto a la tumba de una doncella, tuvo la inspiración de crear la típica ornamentación de los capiteles corintios.

## Taxonomía
Basónimo:
- Se describió y publicó por vez primera en Species Plantarum, vol. 2, p. 639 en 1753 por Carlos Linneo (1707 - 1778). Es la especie tipo del género[5]

Etimología
- Acanthus: del Latín acanthus que proviene del griego ἄκανθα, -ης, "planta espinosa", probablemente por composición entre acer, -cris de aceo, acies, "punzante" y anthos, "flor", del Griego άκτς y άνθός. Virgilio emplea el vocablo en las Geórgicas (4, 123) y Plinio el Viejo describe 2 especies en su historia naturalis (22, XXXIV, 76): el Acanthus spinosus L. y el Acanthus mollis L.;  esta última se denomina también paederos y mélamphyllos, y su raíz es excelente para las quemaduras y las luxaciones ("quod aliqui paederota vocant, alii melamphyllum. huius radices ustis luxatisque mire prosunt").[6][7][8]

- mollis, -e: epíteto Latino que significa "flexible, blando, tierno,...".[6]

Sinónimos
- Acanthus mollis subsp. platyphyllus Murb.
- Acanthus mollis var. nigra (Mill.) Willd.
- Acanthus mollis var. viciosoi Pau
- Acanthus latifolius hort.,
- Acanthus lusitanicus hort.,
- Acanthus nigra Mill.[3]
- Acanthus hispanicus Loudon
- Acanthus longifolius Poir.
- Acanthus niger Mill.
- Acanthus platyphyllus Murb.
- Acanthus spinosissimus Host[9]

Citología
El número de cromosomas es 2n=56.

## Nombresvernáculos
- Castellano: acanto (22), ala de ángel (6), ala montesina, alas de ángel (3), alcanto, branca medicinal, branca ursina (2), carderona (2), carnera, carnerona (3), carneruna (2), flor de Argel (2), flor del faraón, giganta (2), gigante, gigantea, herba gigante, hierba calderona, hierba carderona (3), hierba cardonera, hierba carnerona (3), hierba de la culebra, hierba giganta (3), hierba gigante (6), hierba gigantina (2), lampazo, nazarenos (7), nabo de salón (Rioja), nazarenos de Andalucía, oreja de gigante (3), oreja gigante, yerba carderona, yerba giganta (3), yerba gigante (4), ácere. Entre paréntesis, la frecuencia del vocablo en España.[3]